# Dimitar Kumchev
Dimitar Anguelov Kumchev –en búlgaro, Димитър Ангелов Кумчев– (Asenovgrad, 20 de abril de 1980) es un deportista búlgaro que compitió en lucha libre. Ganó una medalla de bronce en el Campeonato Europeo de Lucha de 2010, en la categoría de 120 kg.

## Palmarés internacional
| Campeonato Europeo | Campeonato Europeo | Campeonato Europeo | Campeonato Europeo |
| Año                | Lugar              | Medalla            | Categoría          |
| ------------------ | ------------------ | ------------------ | ------------------ |
| 2010               | Bakú (Azerbaiyán)  | Medalla de bronce  | 120 kg             |